# Notre-Dame-de-l'Assomption de Paris
Notre-Dame-de-l'Assomption är en kyrkobyggnad i Paris, invigd åt Jungfru Marie himmelsfärd. Kyrkan är belägen vid Place Maurice-Barrès i Paris första arrondissement.